# Gestreckter Poso-Kärpfling
Der Gestreckte Poso-Kärpfling (Adrianichthys poptae) ist eine extrem seltene Fischart aus der Familie der Reisfische. Er ist endemisch im Danau Poso (Poso-See) auf Sulawesi. Benannt ist die Art zu Ehren der niederländischen Ichthyologin Canna Maria Louise Popta (1860–1929).

## Merkmale
Der Gestreckte Poso-Kärpfling erreicht eine Länge von 17,1 cm. Damit gehört er zu den größten Arten der Reisfische. Die Kiefer sind fast gleich lang. Die Augen sind auffällig kleiner als die Nase. 75 bis 85 Schuppen sind in Seitenreihen angeordnet. Es gibt 11 bis 13 verzweigte Dorsalstrahlen und 24 bis 27 Analstrahlen. Die Färbung des Körpers ist bräunlich gelb. Der Oberkopf ist dunkelbraun.

## Lebensweise
Der Gestreckte Poso-Kärpfling bewohnt den uferfernen Freiwasserbereich des Poso-Sees. Zur Laichzeit zwischen November und Januar bilden die Poso-Kärpflinge große Schwärme in 12 bis 15 m Tiefe. Die Eier sind am Körper zwischen den Bauchflossen angeheftet. Die Jungen schlüpfen, nachdem die befruchteten Eier ins Wasser abgestoßen werden.

## Status
Der Gestreckte Poso-Kärpfling ist durch Wasserverschmutzung, Überfischung sowie durch die Konkurrenz und Nachstellung durch eingeführte Fischarten vom Aussterben bedroht.